# Monaster Przemienienia Pańskiego w Kobryniu
Monaster Przemienienia Pańskiego – prawosławny, następnie unicki klasztor w Kobryniu, istniejący od XV w. do 1839. 

## Historia
Monaster powstał w XV w.. Pierwsza wzmianka o nim pochodzi z 1465. Od XVI stulecia klasztor był zarządzany przez archimandrytów. W XVI w. wspólnota przeszła do Kościoła unickiego razem z całą prawosławną eparchią turowsko-pińską, gdyż jej ordynariusz biskup Jonasz Gogol przyjął unię brzeską; decyzja ta została podjęta mimo sprzeciwu zdecydowanej większości duchowieństwa administratury, w tym mnichów. W 1626 w klasztorze odbył się sobór duchowieństwa unickiego. W XVII w. w czasie wojen Rzeczypospolitej z Kozakami i Szwedami monaster poniósł straty materialne, został następnie odbudowany i rozbudowany. 
W 1812 pod Kobryniem doszło do bitwy między wojskami rosyjskimi a francuskimi. Mur otaczający klasztor został wykorzystany jako element umocnień, zaś podczas walki spłonęła cerkiew monasterska. Obiekt ten nie został odbudowany. Jego funkcje przejęła cerkiew domowa we wnętrzu dwupiętrowego budynku mieszkalnego dla mnichów. Monaster był administrowany przez unicki Zakon Bazylianów Świętego Jozafata do 1839, gdy na mocy synodu połockiego Kościół unicki w Imperium Rosyjskim (poza ziemią chełmską) przestał istnieć. Obiekty przejął Rosyjski Kościół Prawosławny i zaadaptował je na niższą szkołę duchowną. Funkcjonowała ona do końca stulecia, gdy wskutek pożaru budynek monasterski został ostatecznie zniszczony. Przetrwał jedynie jeden z dawnych budynków mieszkalnych, który nie pełnił jednak funkcji sakralnych. W 2010 obiekt ten został przekazany eparchii brzeskiej i kobryńskiej Egzarchatu Białoruskiego z przeznaczeniem na nowy żeński monaster.